# Per Johan Hellbom
Pehr Johan Hellbom, född 26 september 1827 i Örebro, död där 26 februari 1903, var en svensk botaniker och lichenolog.

## Biografi
Hellbom var elev vid Karolinska läroverket i Örebro fram till 1844, och student vid Uppsala universitet från 1848. Han blev filosofie doktor vid Uppsala universitet 1851, med avhandlingen Förteckning på phanerogamer och ormbunkar i Österåkers socken af Södermanland, under inseende av Elias Fries. Samma år anställdes han som lärare vid sin gamla skola, Karolinska läroverket i Örebro. Han var läroverksadjunkt i de lägsta klasserna från 1858 och fram till sin pensionering 1893. 
Hellbom utgav ett flertal arbeten över Sveriges lavar, såsom Lichenologiska anteckningar från en resa i Lule Lappmark sommaren 1864 (1865), Nerikes lafflora I (1870), Om Nerikes lafvegetation (1871), Nerikes lafflora (1871), Lichenologiska exkursioner i Lule Lappmark sommaren 1871 (1872), Bidrag till Lule Lappmarks lafflora (1875), Norrlands lafvar (1884), Lafvegetationen på öarna vid Sveriges västkust (1887) med flera. Hellbom besökte även Finland, Norge och Danmark och utgav Bornholms lafflora (1890).  
Enligt noteringar på lavkollekter i Naturhistoriska Riksmuseet (S) och Örebro herbarium (OREB; tidigare Karolinska läroverkets herbarium) samlade han lavar i många av Sveriges landskap, såsom Skåne, Halland, Bohuslän, Västergötland, Gotland, Västmanland, Södermanland, Uppland, Gästrikland, Hälsingland, Ångermanland, Härjedalen, Jämtland och Västerbotten. Enligt Ringselle studerade han lavfloran i alla landskap utom Blekinge och samlade stora mängder lavar. En lavkollekt från 1863 är insamlad i Häradshammar, Östergötland, under ledning av Christian Stenhammar. I OREB finns cirka 3 000 lavkollekter insamlade av Hellbom.  
Efter sin pensionering ordnade han lavsamlingar i Naturhistoriska Riksmuseet. Hans sista avhandling behandlar lavar från Nya Zeeland (1896), insamlade av Sven Berggren 1874–1875. 
Hellbom samarbetade med Thore Magnus Fries om att beskriva några lavarter. Följande lavarter anges med Hellbom i auktorsbeteckningen av Foucard (2001): vedpricklav Arthonia ligniaria Hellb., dvärgpraktlav Caloplaca lobulata (Flörke) Hellbom s. str., Cryptothele permiscens (Nyl.) Hellb., Lecidea turficola (Hellb.) Th.Fr., Miriquidica lulensis (Hellb.) Hertel & Rambold, Miriquidica obnubila (Th. Fr. & Hellb.) Hertel & Rambold, nordlig blodlav Mycoblastus alpinus Th. Fr. ex Hellb., Pertusaria stenhammerii Hellb., stor svartstjärna Rhexophiale rhexoblephara (Nyl.) Hellb., Rhizocarpon rittokense (Hellb.) Th. Fr., dvärg-placodlav Squamarina pachylepidea (Hellb.) Poelt.

## Familj
Makarna Pehr Johan och Augusta Sofia Hellbom (f. Borin, 1830-1904) fostrade nio söner och en dotter. Flera av sönerna samlade lavar, vilket framgår av noteringar på kollekter i OREB. Sonen Ernst V. M. Hellbom (1856–1929) deltog sommaren 1871 i P.J. Hellboms lavsamlingsresa och efterföljande strapatsrika fjällvandring i högfjällsmiljö. Om fjällvandringen berättade Ernst Hellbom i en utförlig uppsats, Från Aktsek till Njuonjes. En femtonårings reseminne från 1871.,  i Svenska Turistföreningens årsskrift 1892. Sonen Erland Hellbom (1865–1940) var tidningsman, bland annat chefredaktör på Västernorrlands Allehanda 1903–1904, och politiker.